# Церковь Иоанна Предтечи (Рига)
Церковь во имя святого пророка Божия Иоанна Предтечи в Риге (также собор Московского форштадта, церковь во имя Казанской иконы Божьей матери) — единственный завершённый строительством в Латвийской республике православный храм (годы строительства с 1912 по 1934 год). Возведён при участии дирекции и рабочих Кузнецовской фарфоро-фаянсовой мануфактуры.

## История
Приход Иоанновского храма начал складываться, когда со старого православного кладбища по улице Католю на новый участок вблизи Ивановских ворот в 1882 году была перенесена деревянная Всехсвятская церковь, в сентябре 1883 года переосвящённая в честь Св. Иоанна Предтечи. В 1892 году община церкви стала самостоятельной и продолжала расти в численности, став второй по величине после прихода Христорождественского собора. Поэтому было принято решение о строительстве нового храма.
В 1903 году Иоанновское попечительство, уповая на «благотворителей и созидателей Божьих храмов», испросила благословения епископа Рижского и Митавского Агафангела, чтобы приступить к строительству хозяйственным способом нового каменного храма весной 1904 года.
Однако начать строительство удалось лишь через 8 лет: храм был заложен в Московском форштадте в 1912 году в ознаменование 100-летия победы над Наполеоном. Его строительство велось по проекту епархиального архитектора Владимира Лунского, преимущественно на пожертвования дирекции и рабочих Кузнецовской фарфоро-фаянсовой мануфактуры — крупнейшего предприятия в этом рижском предместье.
Работы были прерваны из-за Первой мировой войны и революции. В 1925 году состояние незавершенного храма исследовал синодальный архитектор Владимир Шервинский, обнаруживший многочисленные дефекты и повреждения несущих конструкций. Он пришел к выводу, что архитектор Лунский слишком доверился подрядчику, а тот оказался недобросовестным, выполнив работы с дефектами. «Все сводчатое перекрытие храма покоится на четырех основных столбах, а на них во все стороны — кирпичные арки. Ни одной арки не оказалось целой, во всех были посередине трещины, а раз трещины в арках, значит трещины и в сводах и даже в наружных стенах, — вспоминал результаты первого осмотра храма В.Шервинский. — Вторым крупным дефектом были многочисленные пятна протеков, тоже почти по всем сводам, и осмотр кровли установил небрежность при фальцевании железа. Глубокие впадины, в которых задерживался снег и забивал водостоки, а при переменной погоде образовывалась сплошная ледяная пробка и вода шла через и текла по фасаду или просачивалась по ненадежным фальцам вовнутрь. Кроме того, как в кровле, так и в куполах оказались еще многочисленные пробоины от пуль и осколков».
При деятельном участии настоятеля прихода Николая Шалфеева начались восстановительные работы, к которым подключился предприниматель Филонов. Кровельные работы выполнил старейшина ремесленной, Малой гильдии Сайэ, который научил Шервинского приемам лазания по крышам, который впоследствии архитектору очень пригодился. Четыре массивных квадратных тяги из железа для укрепления арок выполнил кузнец Ефим Иванович Пушаков. Он же выковал петли для дверей и ворот храма.
15 сентября 1929 года обновленная церковь была освящена в честь Усекновения главы Святого Пророка, Предтечи и Крестителя Господня Иоанна, а старая деревянная церковь в том же году получила новое посвящение во имя Казанской иконы Божией Матери.
Поначалу в храме был только один двухъярусный иконостас, который Шервинский по крупицам собрал из убранства закрытых в то время русских гарнизонных церквей. Многие ценные предметы церковного искусства — киоты с иконами, аналои, Голгофа, хоругви, паникадила позже были перенесены из закрытого Лиепайского Свято-Никольского (Морского) собора.
В 1960-х годах под руководством настоятеля церкви Серафима Шенрока в храме был проведён капитальный ремонт: установлены новые надкупольные кресты, обновлены росписи стен и золочение иконостаса. В 1963 году, после закрытия Христорождественского кафедрального собора, один из его малых иконостасов был перевезён в правый придел Иоанновской церкви, а в левом приделе разместили иконостас из располагавшейся ранее на улице Лачплеша и снесенной в 1960-х годах церкви иконы Божией Матери «Всех скорбящих Радость».
В 1964 году была закрыта старая деревянная Казанская церковь, после чего боковые приделы Иоанновского храма были освящены в память двух утраченных рижских престолов — во имя икон Божией Матери «Всех Скорбящих Радость» и Казанской.
В 1970 году близлежащая деревянная церковь (бывшая Казанская) была передана в ведение Римско-католической курии, приходу церкви Св. Антония. В 2004 году её вернули Латвийской Православной Церкви.
Здания обеих церквей на Ивановском кладбище находились в плачевном состоянии, однако постепенно при помощи благотворителей настоятель Сергей Суворов организовал его ремонт и благоустройство территории.

## Архитектура
Лунский решил пространственную композицию и стилистику фасадов в стиле русского модерна. Крестово-купольное сооружение увенчано пятиглавием с крестами.
Центральная глава выше остальных и стоит на двух барабанах: нижний, большой, опирается на подпружные арки и четыре крестообразные опоры. Верхний стоит на своде купола и не открывается в интерьер храма. Таким же образом решены малые главы над крестовыми сводами угловых компартиментов.
Высокие окна в стенах обеспечивают ровное освещение помещения храма. Его центральная часть разделена на три нефа, средний завершен полукруглой алтарной апсидой, а боковые — квадратными приделами. Хоры расположены над притвором и открыты в интерьер зала. Стены зала украшены росписью орнаментальными растительными мотивами, арку апсиды в 1932 году расписали художники Юрий Рыковский и Евгений Климов.
Рядом с новым храмом Шервинским была спроектирована отдельно стоящая колокольня, однако она была возведена только в 1995-96 году по проекту архитектора Петериса Штокманиса.